# Tours de Kaleva
Les tours de Kaleva (en finnois : Kalevan tornit)  sont des immeuble de grande hauteur bâtis dans le quartier de Liisankallio à Tampere en Finlande .

## Présentation
Les tours Kaleva sont un complexe immobilier conçu par l'architecte Harry Wilhelm Schreck construit dans les années 1950.
L'ensemble se compose de dix immeubles résidentiels en forme de tour et de deux immeubles commerciaux de faible hauteur.
Les maisons sont situées dans le quartier de Liisankallio dans les îlots urbains bordés par Kalevan puistotie, Teiskontie, Ilmarinkatu et Petsamonkatu.
Ils comptent plus de 400 appartements au total,,.
Le complexe immobilier incarne un urbanisme fonctionnaliste.
Il met l'accent sur les espaces ouverts, la lumière naturelle et la verdure,.
Au milieu des tours se trouve le parc public Ilvespuisto.